# 2006 en hockey sur glace
Cette page présente les évènements de hockey sur glace de l'année 2006, que ce soit d'un point de vue rencontres internationales ou championnats nationaux. Les grandes dates des différentes compétitions sont données ainsi que les décès de personnalités du hockey mondial.

## Amérique du Nord

### Ligue nationale de hockey
- 19 juin : les Hurricanes de la Caroline remporte la Coupe Stanley en écartant en finale les Oilers d'Edmonton (4 victoires en à 3).

### Ligue américaine de hockey
- Le 6 janvier, la LAH annonce officiellement la création de son temple de la renommée.
- Le 1er février a lieu le 19e Match des étoiles de la LAH au MTS Centre à Winnipeg dans la province du Manitoba. L'équipe du Canada bat l'équipe associée des Américains et du reste du monde sur le score de 9 buts à 4[1]. Au cours du concours d'habiletés, les Canadiens gagnent sur le score de 21 à 12[2].
- Les Bears de Hershey remportent leur 9e coupe Calder, égalant ainsi le record des Barons de Cleveland.

### East Coast Hockey League
- Les Aces de l'Alaska remporte la Coupe Kelly.

### Ligue canadienne de hockey
- Les Wildcats de Moncton remportent la Coupe du président en battant en six rencontres les Remparts de Québec.

- Les Petes de Peterborough remportent la coupe J.-Ross-Robertson en battant en quatre rencontres les Knights de London.

- Les Giants de Vancouver remportent la Coupe Ed Chynoweth en battant en quatre rencontres les Warriors de Moose Jaw.

- Le 28 mai : les Remparts de Québec remportent la Coupe Memorial face à l'équipe hôte du tournoi, les Wildcats de Moncton par la marque de 6-2.

### Ligue nationale de hockey féminin (1999-2007)
- l'Axion de Montréal est champion de la LNHF.

## Europe

### Compétitions internationales
- 8 janvier, Coupe d'Europe des clubs 2006 : les Russes du Dynamo Moscou s'imposent en finale face aux Finlandais du Kärpät Oulu aux tirs au but après un score de 4-4 à la fin du temps réglementaire.

### France
- 7 avril, Ligue Magnus 2005-2006 : les Dragons de Rouen deviennent champions de France et gagnent la 8e Coupe Magnus de leur histoire.

### Russie
- 16 avril : l'Ak Bars Kazan est champion de Russie.

### Allemagne
- 17 avril : les Eisbären Berlin conservent leur titre de champions d'Allemagne.

## International

### Jeux Olympiques
- 20 février : les canadiennes remportent une nouvelle médaille d'or  face à la Suède.
- 26 février : chez les hommes, la Suède remporte la médaille d'or face à la Finlande.

### Championnat du monde
- 21 mai : championnat du monde 2006 à Rīga. La Suède s'impose 4-0 en finale face à la Finlande

## Autres Évènements

### fin de carrière
- avril : Jason Allison.
- avril : Dave Andreychuk.

### Décès
- 5 janvier : Ken Mosdell, vainqueur de trois Coupe Stanley et invité à sept occasions à un Match des étoiles de la LNH.
- 13 janvier : Marc Potvin, entraîneur-chef du Frostbite d'Adirondack et joueur de la Ligue nationale de hockey est retrouvé mort à Kalamazoo[3].
- 2 février : Pat Rupp, gardien de but ayant remporté deux Coupe Turner et s'étant aligné pour la formation américaine lors de deux Jeux olympiques.
- 11 mars : Bernard Geoffrion, membre du Temple de la renommée du hockey ayant remporté six Coupe Stanley avec les Canadiens de Montréal. Il meurt le jour même où l'équipe retire son numéro.
- 4 septembre : le défenseur kazakh du Gorniak Roudny Ivan Efremov est retrouvé mort à Öskemen[4].
- 16 octobre : décès de Gary Bauman à l'âge de 66 ans; il détient le record avec son coéquipier Charlie Hodge d'être les seuls à avoir obtenu un Blanchissage lors d'un match des étoiles de la LNH.
- 16 octobre : décès de Richie Bayes à l'âge de 58 ans, il fut le premier choix des Black Hawks de Chicago lors du repêchage amateur de la LNH en 1964.
- 30 décembre : Michel Plasse, gardien ayant évolué pour six équipes de la LNH. Il est le tout premier gardien de but professionnel à avoir inscrit un but, alors qu'il jouait pour les Blues de Kansas City (LCH) durant la saison 1970-1971.